# Dunagálos
Dunagálos (szerbül Гложан / Gložan, szlovákul Hložany) település Szerbiában, a Vajdaságban, a Dél-bácskai körzetben, Petrőc községben.

## Fekvése
Újvidéktől 25 km-re nyugatra, Petrőctől 10 km-re délre, a Duna bal partja közelében, Dunacséb és Begecs közt fekvő település.

## Története
Dunagálos (előbbi nevén Glozsán) nevét először 1553-ban a török defterek bácsi nahijében említették először, ahol Cséb után Galozsán néven, nyolc fizető és nyolc nem fizető házzal szerepelt, majd 1561-ben 28 házzal, 1590-ben pedig 19 adózó házzal volt említve.
Az 1699. évi vármegyei adóösszeírásban ugyancsak említve volt, mint falu vagy lakott puszta. 1703-tól pedig a futaki uradalomhoz tartozó pusztaként volt többször felsorolva. 1715-ben 10 adófizető lakosa volt és ekkor az új Bodrog vármegyébe osztották be.
1749-ben postaállomását is említették, ekkor Milivoj Péter volt itt a postamester.
1754-ben is még puszta volt, 1756-ban azonban új lakosok telepedtek Glozsánba, akikkel a futaki uradalom a három szabad év elteltével 1759. május 3-án úrbéri szerződést kötött. A glozsániak a Siroko polje nevű rétet is megkapták használatra. 1765. május 18-án Glozsán és Kiszács, mint betelepített puszták vagy új falvak az uradalommal újra szerződést kötöttek.
A mai falu határában észak felé, a csébi határ közelében, az 1762. évi Kovács-féle kamarai térkép régi templomromot tüntetett fel.
1785-ben a glozsáni evangélikus tót lakosság lelkész és tanítótartási engedélyt kért és kapott.
1846-ban egy nagy tűzvészben a település nagy része leégett.
Az 1900. évi népszámláláskor Dunagálosnak 2747 lakosa volt 430 házban, anyanyelv szerint 20 magyar, 30 német, 2597 tót, 86 szerb, 17 egyéb, vallás szerint 21 római katolikus, 2574 evangélikus, 99 görögkeleti ortodox, 27 izraelita volt.
A település határában feküdt egykor Drág és Telek helység is.

### Drág
Egykor itt feküdt Drág (Drach) község is, és valószínűleg innen származott Drági Tamás vármegyei alispán is. 1464-ben a Garaiak birtoka volt, majd 1506-ban az Egresi Idecski családé, amely ekkor Lászlóval kihalt. Ugyanekkor szerepelt itt a Drági Horváth család is.

### Telek
Erre felé volt valahol Telek helység is, amely előbb Corvin János birtoka volt, majd a Vingarti Geréb család lett a birtokosa.

## Népesség

### Demográfiai változások
| 1948 | 1953 | 1961 | 1971 | 1981 | 1991 | 2002 | 2011           |
| ---- | ---- | ---- | ---- | ---- | ---- | ---- | -------------- |
| 2776 | 2754 | 2839 | 2682 | 2569 | 2491 | 2283 | 2283 fő (2002) |